# Карамык (Минераловодский район)
Карамык — упразднённый хутор в Минераловодском районе Ставропольского края, входил в состав Крымгиреевского сельсовета:19.

## География
Хутор располагался в юго-западной части края, северо-западнее хутора Сухой Карамык (ныне не существует), в верховье балки Сухой Карамык.

## История
В 1924 году хутор Карамык был включён в состав Крымгиреевского сельсовета Курсавского района Ставропольского округа Северо-Кавказского края:274. В 1925 году в хуторе насчитывалось 48 дворов с населением 421 человек (201 мужчина, 220 женщин):275, в 1926 году — 64 двора с населением 370 человек (179 мужчин, 191 женщина):263. По данным переписи 1926 года, все жители Карамыка — украинцы:263.
В 1930 году на территории хутора Карамык была образована сельскохозяйственная артель (колхоз) им. Коминтерна, которая в 1951 году влилась в колхоз им. Кирова (с. Крымгиреевское).
В связи с введением в 1935 году новой сети районов Северо-Кавказского края Крымгиреевский сельсовет, объединяющий хутор Карамык и село Крымгиреевское (административный центр), был выделен из Курсавского района и присоединён к Нагутскому району.
На топографической карте Генштаба Красной армии, составленной в 1942 году, в Карамыке значатся 72 двора и 3 фермы: молочно-товарная, птицетоварная и свинотоварная. С августа 1942 года хутор находился в оккупации. Освобождён 14 января 1943 года.
В 1953 году Нагутский район был упразднён, Крымгиреевское и Карамык переданы в Курсавский район. С упразднением в 1963 году Курсавского района Крымгиреевский сельсовет со всеми населёнными пунктами вошёл в состав к Минераловодского района Ставропольского края:19.
Решением Ставропольского краевого совета от 21 февраля 1976 г. № 151 хутор Карамык исключён из учётных данных. На карте Генштаба 1985 года издания хутор обозначен с пометкой «нежил.».